# Celtic Glasgow/Saison 1898/99
Die Celtic Glasgow Saison 1898/99 war die 11. Spielzeit des schottischen Fußballvereins aus Glasgow seit deren Gründung am 6. November 1887. In dieser Saison wurde Celtic Dritter in der Schottischen Liga. Im nationalen Pokal gewann Celtic das Endspiel gegen die Glasgow Rangers und holte damit nach 1892 zum zweiten Mal den Titel. Die Rangers dominierten die Meisterschaft in der Saison 1898/99 und gewannen alle 18 Ligaspiele.

## Personalien

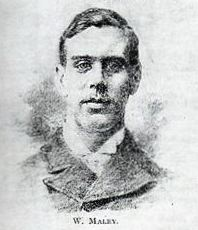
Willie Maley Trainer von Celtic in der Saison 1898/99

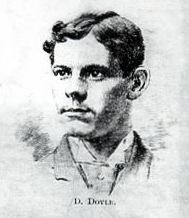
Dan Doyle Kapitän von Celtic in der Saison 1898/99

| Nat.        | Name              | Geburtsdatum  | im Verein seit | vorheriger Verein     |
| Torhüter    | Torhüter          | Torhüter      | Torhüter       | Torhüter              |
| ----------- | ----------------- | ------------- | -------------- | --------------------- |
| Schottland  | John Docherty     |               | 1897           | FC Dumbarton          |
| Schottland  | Dan McArthur      | 9. Aug. 1867  | 1892           | FC Parkhead           |
| Feldspieler |                   |               |                |                       |
| Schottland  | Barney Battles    | 13. Jan. 1878 | 1898           | FC Liverpool          |
| Schottland  | Jack Bell         | 6. Okt. 1868  | 1898           | FC Everton            |
| Schottland  | Pat Breslin       | 2. Okt. 1881  | 1898           | FC Johnstone          |
| Schottland  | Johnny Campbell   | 19. Aug. 1872 | 1897           | Aston Villa           |
| Schottland  | Robert Davidson   | 1876          | 1898           | FC Dykehead           |
| Schottland  | John Divers       | 19. Jan. 1874 | 1898           | FC Everton            |
| Schottland  | Patrick Donlevy   |               | 1898           | Glasgow Perthshire    |
| Schottland  | Dan Doyle         | 16. Sep. 1864 | 1891           | FC Everton            |
| Schottland  | James Fisher      | 23. Dez. 1876 | 1898           | Aston Villa           |
| Schottland  | Patrick Gilhooley | 6. Juli 1876  | 1896           | Cambuslang Hibernian  |
| Schottland  | Hugh Goldie       | 10. Feb. 1874 | 1897           | FC Everton            |
| Schottland  | John Hodge        | 5. Mai 1879   | 1899           | Port Glasgow Athletic |
| Schottland  | Thomas Hynds      | 5. Nov. 1880  | 1898           | Hurlford Thistle      |
| Schottland  | Alexander King    | 18. Juni 1871 | 1896           | Heart of Midlothian   |
| Schottland  | Allan Lynch       | 6. März 1879  | 1897           | Scottish Rifles       |
| Schottland  | Harry Marshall    | 24. Nov. 1872 | 1899           | Heart of Midlothian   |
| Schottland  | William McAulay   | 1. Nov. 1879  | 1898           | Cambuslang Hibernian  |
| Schottland  | Sandy McMahon     | 16. Okt. 1870 | 1892           | Hibernian Edinburgh   |
| Schottland  | James Moir        | 11. Nov. 1879 | 1898           | FC Vale of Leven      |
| Schottland  | Martin Moran      | 19. Dez. 1879 | 1898           | FC Benburb            |
| Schottland  | Willie Orr        | 17. Dez. 1872 | 1897           | Preston North End     |
| Schottland  | Andrew Ross       | 17. Feb. 1878 | 1898           | Hurlford Thistle      |
| Schottland  | Peter Somers      | 3. Juni 1878  | 1897           | Hamilton Academical   |
| Schottland  | David Storrier    | 25. Okt. 1872 | 1898           | FC Everton            |
| England     | James Welford     | 27. März 1869 | 1897           | Aston Villa           |

### Transfers
Der beste Torjäger in der letzten Saison; George Allan wechselte zum FC Liverpool. Mit James Blessington und David Russell (beide zu Preston North End), James Connachan (Newton Heath) und Jack Reynolds (FC Southampton) wechselten vier weitere Spieler nach England. Vom FC Everton verpflichtete Celtic Jack Bell, John Divers und David Storrier.
| Zugänge | Abgänge |
| --- | --- |
| - Barney Battles (FC Liverpool) - Jack Bell (FC Everton) - Pat Breslin (FC Johnstone) - Robert Davidson (FC Dykehead) - John Divers (FC Everton) - Patrick Donlevy (Glasgow Perthshire) - James Fisher (Aston Villa) - John Hodge (Port Glasgow Athletic) - Thomas Hynds (Hurlford Thistle) - Harry Marshall (Heart of Midlothian) - William McAulay (Cambuslang Hibernian) - James Moir (FC Vale of Leven) - Martin Moran (FC Benburb) - Andrew Ross (Hurlford Thistle) - David Storrier (FC Everton) | - George Allan (FC Liverpool) - James Blessington (Preston North End) - James Connachan (Newton Heath) - Willie Groves (Rushden) - Adam Henderson (Bristol St George’s) - James Orr (Kilmarnock) - Jack Reynolds (FC Southampton) - David Russell (Preston North End) |

### Liga
Die deutliche Niederlage gegen die Rangers am 6. Spieltag, verdeutlichte schon früh in dieser Saison das Celtic kaum Chancen auf die Meisterschaft hatte. Celtic war zwar Titelverteidiger, doch die Rangers blieben bei einer makellosen Ligabilanz, gewannen alle 18 Ligaspiele dieser Saison und dominierten die Liga. In der ersten Saisonhälfte hatte Celtic schon einen großen Punkterückstand auf die Rangers. Ab Oktober 1898 startete Celtic eine Aufholjagd und gewann neun von zehn Spielen. Die Saison beendet Celtic auf Platz 3 hinter den Rangers und Heart of Midlothian.
| ST | Datum              | Gegner              | Ort      | Zuschauer | Ergebnis | Tor(e) für Celtic Glasgow                                                       |
| -- | ------------------ | ------------------- | -------- | --------- | -------- | ------------------------------------------------------------------------------- |
| 1  | 20. August 1898    | Third Lanark        | Heim     | 17.000    | 2:1      | King, McAuley                                                                   |
| 2  | 27. August 1898    | FC Clyde            | Auswärts | 13.000    | 0:0      |                                                                                 |
| 3  | 3. September 1898  | FC St. Mirren       | Heim     | 10.000    | 4:1      | Bell, Gilhooly, Hynds, McMahon                                                  |
| 4  | 10. September 1898 | Hibernian Edinburgh | Auswärts | 12.000    | 1:2      | McMahon                                                                         |
| 5  | 19. September 1898 | Heart of Midlothian | Auswärts | 13.500    | 2:2      | Bell, Fisher                                                                    |
| 6  | 24. September 1898 | Glasgow Rangers     | Heim     | 44.868    | 0:4      |                                                                                 |
| 7  | 26. September 1898 | Hibernian Edinburgh | Heim     | 12.000    | 1:2      | McMahon                                                                         |
| 8  | 1. Oktober 1898    | FC St. Mirren       | Auswärts | 08.000    | 0:4      |                                                                                 |
| 9  | 8. Oktober 1898    | FC St. Bernard’s    | Heim     | 12.000    | 1:0      | Campbell                                                                        |
| 10 | 29. Oktober 1898   | FC St. Bernard’s    | Auswärts | 02.000    | 3:2      | Campbell, Hynds, McMahon                                                        |
| 11 | 5. November 1898   | FC Clyde            | Heim     | 05.000    | 9:2      | Battles (2×), Bell, Divers, Fisher, McMahon (3×), weiterer Torschütze unbekannt |
| 12 | 19. November 1898  | FC Dundee           | Auswärts | 03.000    | 4:1      | Bell, Divers, Fisher, Somers                                                    |
| 13 | 26. November 1898  | Partick Thistle     | Heim     | 02.500    | 4:0      | Bell, Divers (3×)                                                               |
| 14 | 3. Dezember 1898   | Partick Thistle     | Auswärts | 03.000    | 8:3      | Divers, McMahon (3×), Orr, Somers (2×), weiterer Torschütze unbekannt           |
| 15 | 17. Dezember 1898  | Heart of Midlothian | Heim     | 06.000    | 3:2      | Gilhooly, McMahon, Somers                                                       |
| 16 | 31. Dezember 1898  | Third Lanark        | Auswärts | 04.000    | 4:1      | Bell, Divers (2×), McMahon                                                      |
| 17 | 2. Januar 1899     | Glasgow Rangers     | Auswärts | 30.000    | 1:4      | McMahon                                                                         |
| 18 | 7. Januar 1899     | FC Dundee           | Heim     | 00800     | 4:1      | Bell (3×), Divers                                                               |

### Abschlusstabelle
| Pl. | Verein              | Sp. | S  | U | N  | Tore    | Diff. | Punkte |
| --- | ------------------- | --- | -- | - | -- | ------- | ----- | ------ |
| 1.  | Glasgow Rangers (P) | 18  | 18 | 0 | 0  | 079:180 | +61   | 36:0   |
| 2.  | Heart of Midlothian | 18  | 12 | 2 | 4  | 056:300 | +26   | 26:10  |
| 3.  | Celtic Glasgow (M)  | 18  | 11 | 2 | 5  | 051:330 | +18   | 24:12  |
| 4.  | Hibernian Edinburgh | 18  | 10 | 3 | 5  | 042:430 | −1    | 23:13  |
| 5.  | FC St. Mirren       | 18  | 8  | 4 | 6  | 046:320 | +14   | 20:16  |
| 6.  | Third Lanark        | 18  | 7  | 3 | 8  | 033:380 | −5    | 17:19  |
| 7.  | FC St. Bernard’s    | 18  | 4  | 4 | 10 | 030:370 | −7    | 12:24  |
| 7.  | FC Clyde            | 18  | 4  | 4 | 10 | 023:480 | −25   | 12:24  |
| 9.  | Partick Thistle     | 18  | 2  | 2 | 14 | 019:580 | −39   | 06:30  |
| 10. | FC Dundee           | 18  | 1  | 2 | 15 | 023:650 | −42   | 04:32  |

| Zum Saisonende 1897/98 |                           |
| (M)                    | Meister des Vorjahres     |
| (P)                    | Pokalsieger des Vorjahres |

### Scottish FA Cup
Celtic Glasgow startete in der 1. Runde gegen die unterklassigen 6th Galloway Rifle Volunteers in den schottischen Pokal ein. Nach einem 8:1-Sieg traf Celtic im Achtelfinale auf den FC St. Bernard’s aus Edinburgh der mit 3:0 bezwungen wurde. Im Viertelfinale traf Celtic auf den Rekordsieger FC Queen’s Park. Das erste aufeinandertreffen wurde beim Spielstand von 4:2 aus der Sicht von Celtic abgebrochen und eine Woche später wiederholt. Dieses gewann Celtic mit 2:1. Im Finale kam es nach dem Jahr 1894 zum zweiten Old Firm zwischen Celtic und den Rangers. Celtic konnte das Pokalfinale durch Tore von John Hodge und Sandy McMahon
mit 2:0 für sich entscheiden und nach 1892 zum insgesamt 2. Mal Pokalsieger in Schottland werden.
| Runde         | Datum            | Gegner                        | Ort      | Ergebnis | Tor(e) für Celtic Glasgow                        |
| ------------- | ---------------- | ----------------------------- | -------- | -------- | ------------------------------------------------ |
| 1. Runde      | 14. Januar 1899  | 6th Galloway Rifle Volunteers | Auswärts | 8:1      | Campbell, Divers, Hodge (2×), King, McMahon (3×) |
| Achtelfinale  | 4. Februar 1899  | FC St. Bernard’s              | Heim     | 3:0      | Campbell, Hodge, McMahon                         |
| Viertelfinale | 25. Februar 1899 | FC Queen’s Park               | Heim 1   | 2:1      | McMahon (2×)                                     |
| Halbfinale    | 11. März 1899    | Port Glasgow Athletic         | Heim     | 4:2      | Bell (2×), Divers, McMahon                       |
| Finale        | 22. April 1899   | Glasgow Rangers               | Heim 2   | 2:0      | Hodge, McMahon                                   |

## Finalspiel
| Celtic Glasgow                                                            | Celtic Glasgow | Glasgow Rangers | Glasgow Rangers |
| ------------------------------------------------------------------------- | --- | --- | --------------- |
| Celtic Glasgow                                                            | \| Finale \| \| Samstag, 22. April 1899 um 15:00 Uhr (Ortszeit) in Glasgow (Hampden Park) \| \| Ergebnis: 2:0 (0:0) \| \| Zuschauer: 25.000 \| \| Spielbericht \|                                         | \| Finale \| \| Samstag, 22. April 1899 um 15:00 Uhr (Ortszeit) in Glasgow (Hampden Park) \| \| Ergebnis: 2:0 (0:0) \| \| Zuschauer: 25.000 \| \| Spielbericht \|                                            | Glasgow Rangers |
| Celtic Glasgow                                                            | Dan McArthur – James Welford, David Storrier, Bernard Battles, Harry Marshall, Alexander King, John Hodge, Johnny Campbell, John Divers, Sandy McMahon, Jack Bell Cheftrainer: Willie Maley ( Schottland) | Matthew Dickie – Nicol Smith, David Crawford, Neilly Gibson, Robert Neil, David Mitchell, John Campbell, John McPherson, Robert Hamilton, James Millar, Alex Smith Cheftrainer: William Wilton ( Schottland) | Glasgow Rangers |
| Celtic Glasgow                                                            | Sandy McMahon John Hodge | | Glasgow Rangers |
| Finale                                                                    | | |                 |
| Samstag, 22. April 1899 um 15:00 Uhr (Ortszeit) in Glasgow (Hampden Park) | | |                 |
| Ergebnis: 2:0 (0:0)                                                       | | |                 |
| Zuschauer: 25.000                                                         | | |                 |
| Spielbericht                                                              | | |                 |

## Spielerstatistiken
| Barney Battles    | 8  | 2  | 4 | 0 |
| Jack Bell         | 17 | 9  | 5 | 2 |
| Pat Breslin       | 1  | 0  | 0 | 0 |
| Johnny Campbell   | 11 | 2  | 5 | 2 |
| Robert Davidson   | 6  | 0  | 1 | 0 |
| John Divers       | 9  | 9  | 5 | 2 |
| John Docherty     | 3  | 0  | 0 | 0 |
| Patrick Donlevy   | 1  | 0  | 0 | 0 |
| Dan Doyle         | 5  | 0  | 0 | 0 |
| James Fisher      | 10 | 3  | 0 | 0 |
| Patrick Gilhooley | 11 | 2  | 0 | 0 |
| Hugh Goldie       | 12 | 0  | 0 | 0 |
| John Hodge        | 0  | 0  | 5 | 4 |
| Thomas Hynds      | 11 | 2  | 1 | 0 |
| Alexander King    | 12 | 1  | 3 | 1 |
| Allan Lynch       | 1  | 0  | 0 | 0 |
| Harry Marshall    | 0  | 0  | 4 | 0 |
| Dan McArthur      | 15 | 0  | 5 | 0 |
| William McAulay   | 1  | 0  | 0 | 0 |
| Sandy McMahon     | 17 | 13 | 5 | 8 |
| James Moir        | 1  | 0  | 0 | 0 |
| Martin Moran      | 1  | 0  | 0 | 0 |
| Willie Orr        | 11 | 1  | 3 | 0 |
| Andrew Ross       | 1  | 0  | 0 | 0 |
| Peter Somers      | 8  | 4  | 0 | 0 |
| David Storrier    | 14 | 0  | 5 | 0 |
| James Welford     | 11 | 0  | 4 | 0 |